# Messerschmitt Bf 110
Messerschmitt Bf 110 foi um avião de caça bimotor alemão, produzido antes do início da Segunda Guerra Mundial, sendo usado até os últimos dias da guerra.

## Segunda Guerra Mundial
Durante a Invasão da Polônia esteve na ativa em dez grupos da Luftwaffe, sendo empregado o modelo Bf 110C, onde atuou praticamente em missões de apoio às tropas em terra.
Foi inicialmente desenvolvido para a missão de caça pesado, mas quando entrou em ação na Batalha da Inglaterra, não conseguiu combater com os Supermarine Spitfire e Hawker Hurricane, já que estes possuíam uma melhor manobrabilidade. As unidades foram retiradas do combate neste fronte e enviadas para o Norte da África e a Frente Oriental. Após foi convertido para a missão de caça noturno, onde passou a combater os bombardeiros Wellington e Whitley que alcançavam uma velocidade muito inferior.
Permaneceu em serviço até o final da guerra, tendo sido produzidos um total de 6150 unidades.

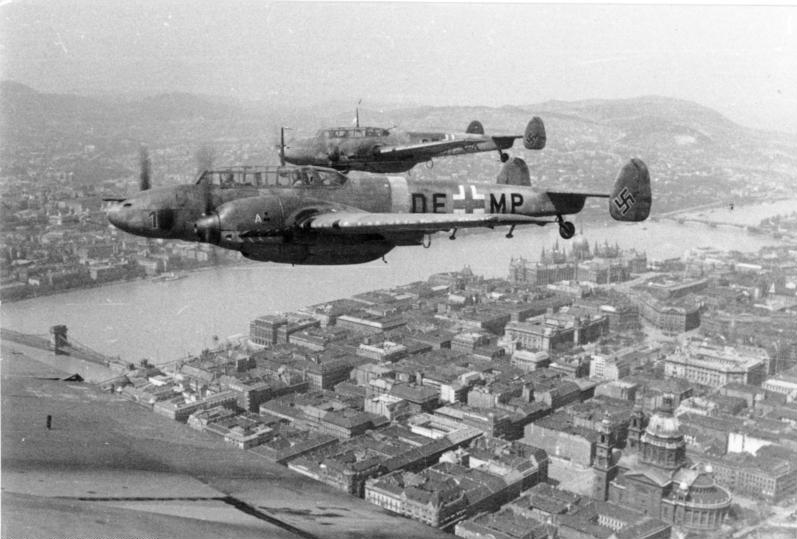
Aviões Messerschmitt Me 110, em voo sobre Budapeste (janeiro 1944).

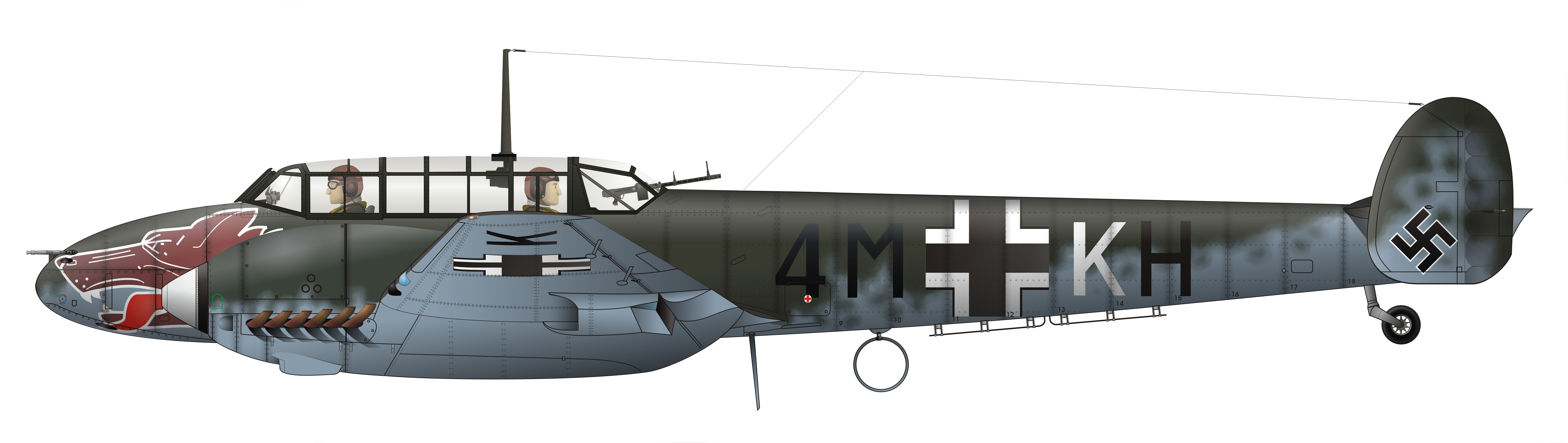
Bf 110 E-1, Zerstörer-Ergänzungsgruppe, Deblin-Irena (Polônia, 1942).

## Especificações (Messerschmitt Bf 110 C-4)
Descrições gerais
- Tripulação: 2-3 (3 na versão noturna)
- Comprimento: 12,3 m (40 ft)
- Envergadura: 16,3 m (53 ft)
- Altura: 3,3 m (11 ft)
- Área alar: 38,8 m² (418 ft²)
- Peso vazio: 4 500 kg (9 920 lb)
- Peso bruto (carregado): 6 700 kg (14 800 lb)

Motorização
- Número de motores: 2x
- Tipo do motor: Motor a pistão
- Fabricante/modelo: Daimler-Benz DB 601B-1 V12 invertido refrigerado a liquido
- Potência por motor: 1 085 hp (809 kW)

Performance
- Velocidade máxima: 560 km/h (348 mph)
- Alcance: 2 800 km (1 740 mi)
- Alcance bélico: 2 410 km (1 500 mi)
- Tecto de serviço: 10 500 m (34 400 ft)
- Carga alar: 173 kg/m²

Armamentos
- Metralhadoras/canhões: 2 x canhões MG FF/M de 20 mm (0,787 in)
4 x metralhadoras MG 17 de 7,92 mm (0,312 in)
1 x metralhadora MG 15 de 7,92 mm (0,312 in) para defesa

## Especificações (Messerschmitt Bf 110 G-2)
Dados de: Messerschmitt BF 110/Me 210/Me 410: An Illustrated History
Descrições gerais
- Tripulação: 2-3 (3 na versão noturna)
- Comprimento: 12,3 m (40 ft)
- Envergadura: 16,3 m (53 ft)
- Altura: 3,3 m (11 ft)
- Área alar: 38,8 m² (418 ft²)
- Peso bruto (carregado): 7 790 kg (17 200 lb)

Motorização
- Número de motores: 2x
- Tipo do motor: Motores a pistão
- Fabricante/modelo: Daimler-Benz DB 605B V12 invertido refrigerado a liquido
- Potência por motor: 1 085 hp (809 kW)

Performance
- Velocidade máxima: 595 km/h (370 mph)
- Alcance: 900 km (559 mi)
- Alcance bélico: 1 300 km (808 mi)
- Tecto de serviço: 11 000 m (36 100 ft)
- Carga alar: 243 kg/m²

Armamentos
- Metralhadoras/canhões: 2 x canhões MG 151 de 20 mm (0,787 in)
4 x MG 17 de 7,92 mm (0,312 in)
1 x MG 81Z de 7,92 mm (0,312 in)